# Terri White
Susan Watson (Palo Alto, 1948) è un'attrice e cantante statunitense, nota soprattutto come interprete di musical a Broadway.

## Biografia
Ha debuttato a Broadway nel 1980, con la prima produzione americana del musical Barnum con Glenn Close; la White interpretava Joice Heath, un ruolo che ha ricoperto anche nel primo e nel secondo tour statunitense. Tornò a recitare a Broadway nel 1989, con il musical Welcome to the Club e poi di nuovo nel 2009 in Finian's Rainbow, per cui è stata candidata all'Outer Critics Circle Award e Drama Desk Award alla miglior attrice non protagonista in un musical. Nel 2010 è stata nuovamente a Broadway con Chicago e nel 2012 ha recitato in Follies con Bernadette Peters, Ron Raines, Jan Maxwell, Danny Burstein, Elaine Paige e Rosalind Elias.
È omosessuale e sposata con Donna Barnett dal 2011.

## Filmografia
- A proposito di donne (Boys on the Side), regia di Herbert Ross (1995)